# Geelzwarte ribbelboktor
De geelzwarte ribbelboktor of gemarmerde eikenbok (Rhagium mordax) is een kever uit de familie van de boktorren (Cerambicidae).

## Algemeen
Deze boktor wordt ongeveer 13 tot 23 millimeter lang en komt voornamelijk voor langs bosranden op bloemen, voornamelijk in eiken- en beukenbossen. De kever leeft in Europa inclusief Rusland en de Kaukasus. Een soort die sterk op de gemarmerde eikenbok lijkt is de grijze ribbelboktor (Rhagium inquisitor). Deze soort is niet algemeen, maar komt voor in Limburg. De grijze ribbelboktor leeft echter alleen op naaldbomen en komt voor in een ander type bos, bovendien blijft deze soort kleiner; ongeveer 9 tot 21 mm.

## Beschrijving
De kever is langwerpig van vorm, en heeft voor een boktor erg kleine tasters die nog geen derde van de lichaamslengte lang zijn. Veel andere boktorren hebben tasters langer dan het lichaam. De kleur is grijsbruin, met een onregelmatige, marmerachtige tekening. Deze wordt nog eens vertroebeld door een lichte, fluweelachtige beharing over het hele lichaam, ook op de dekschilden. De kop en het borststuk zijn klein en de kraalachtige zwarte ogen zitten voor de tasters. Een typisch kenmerk van deze soort is een oogachtige zwarte vlek boven de aanhechting van de achterste poten, aan weerszijden van de zijkant van het achterlijf. Deze vlekken zijn echter niet altijd duidelijk te zien.

## Ontwikkeling
De eitjes worden gelegd in dood en rottend hout van diverse soorten loofbomen, voornamelijk eiken en Fagus-soorten. De larve is tweejarig en knaagt aan het einde van het larvestadium een speciale popkamer die wordt afgezet met boorsel dat vrijkomt bij het knagen. Deze made-achtige larve heeft een dik en stomp lichaam en een oranjebruine harde kop. De larve verpopt aan het eind van de zomer, en voor de winter invalt komt de kever uit de pop, echter niet uit de nestkamer. Pas in de volgende lente komt de kever tevoorschijn, die van april tot augustus te zien is.